# Arycanda xanthogramma
Arycanda xanthogramma là một loài bướm đêm trong họ Geometridae.